# كيسي نيلسون
كيسي نيلسون (بالإنجليزية: Casey Nelson)‏ هو لاعب هوكي الجليد أمريكي، ولد في 18 يوليو 1992 في ستيلووتر في الولايات المتحدة.

## وصلات خارجية
- كيسي نيلسون على موقع دوري الهوكي الوطني (الإنجليزية)
- كيسي نيلسون على موقع EliteProspects.com (الإنجليزية)
- كيسي نيلسون على موقع HockeyDB.com (الإنجليزية)
- كيسي نيلسون على موقع Hockey-Reference.com (الإنجليزية)